# Alfred Louis Delattre
Alfred Louis Delattre (Déville-lès-Rouen, 26 de juny de 1850 - Cartago, 12 de gener de 1932) fou un arqueòleg francès, membre dels Missioners d'Àfrica i fundador i conservador del museu Lavigerie. La seva feina a Cartago va ser fonamental per a l'arqueologia púnica i cristiana.
Sacerdot dels Pares blancs (Missioners d'Àfrica), fou enviat com a missioner a Algèria, va esdevenir capellà de l'església de Sant Lluís de Cartago i conservador del museu arqueològic d'Alger. Instal·lat al turó de Birsa, va dedicar més de cinquanta anys en explorar el jaciment arqueològic de Cartago, especialment les necròpolis, com ara el cementiri dels officiales, i basíliques paleocristianes. L'any 1875 va fundar el museu Lavigerie de Cartago —més tard convertit en el museu nacional de Cartago—, del que va esdevenir director.